# 외산초등학교
외산초등학교는 대한민국 충청남도 부여군 외산면 장항리에 있는 공립 초등학교이다.

## 학교 연혁
- 1923년 5월 1일: 외산공립보통학교 개교
- 1999년 9월 1일: 무술초등학교, 반교분교장 통합
- 2001년 1월 1일: 벽지학교 해체, 농촌진흥학교 지정
- 2017년 2월 10일: 제92회 졸업(총 4865명)
- 2017년 3월 1일: 7학급 편성(병설유치원 1학급)

## 참고 자료
- 외산초등학교 - 한국교육학술정보원 학교알리미